# Студебекер, Клемент
Клемент Студебекер (12 марта 1831 — 27 ноября 1901) — американский производитель фургонов и телег. Вместе со своим братом Генри он стал одним из основателей компании «H & C Studebaker», предшественника автомобильной компании «Studebaker Corporation». Генри и Клемент Студебекеры обосновались в долине Конестога, где строили фургоны под тем же названием. Фургоны «Конестога» были основным видом транспорта, с помощью которого американские переселенцы завоевали Дикий Запад. Производство автомобилей началось уже после смерти Клемента Студебекера на заводе в Саут-Бенд, штат Индиана .

## Биография
Клемент Студебекер родился в Пайнтауне, округ Адамс, штат Пенсильвания, в семье выходцев из Германии. К 14 годам он освоил кузнечное дело в мастерской своего отца. Позже он работал учителем. В 1852 году Клемент и его старший брат Генри Студебекер открыли кузнецу и мастерскую «H & C Studebaker», которая размещалась на углу улиц Мичиган и Джефферсон в центре нынешнего города Саут-Бенд, штат Индиана.
Клемент Студебекер женился на Чарити Братт 12 октября 1852 года в округе Сент-Джозеф, штат Индиана. У пары было двое детей, Клемс и Эдди, которые оба умерли в младенчестве. Чарити умерла 17 марта 1863 года в Саут-Бенде. Вскоре, в сентябре 1864 года, Клемент женился на Анне Харпер Милберн, проживавшей в Саут-Бенде. В результате этого брака родились трое детей: Джордж Милберн Студебекер (1865—1939), Энн Студебекер Карлайл (1868—1931) и Клемент Студебекер-младший (1871—1932). Джордж и Клемент-младший основали компанию «South Bend Watch». Клемент-старший умер по естественным причинам в своем доме в Саут-Бенд, штат Индиана, в возрасте 70 лет.
В 1858 году доля Генри в предприятии была выкуплена младшим братом Джоном Молером Студебекером:p.26. В то время братья выполняли заказы на повозки для армии США, которые они продолжали выпускать на протяжении всей гражданской войны. Генри Студебекер не хотел работать на войну, так как был убежденным пацифистом, и ушёл из бизнеса :p.26. Клемент и трое других братьев продолжили развивать «Studebaker Brothers Manufacturing Company» и компания стала крупнейшим и единственным производителем фургонов в мире, а с появлением автомобилей она переключилась на производство автомобилей.
Клемент Студебекер скончался 27 ноября 1901 года.

## Наследие
Через несколько месяцев после смерти Клемента Студебейкера в 1901 году в Саут-Бенде была построена Мемориальная объединённая методистская церковь Святого Павла . Студебекер выделил средства на строительство церкви в память о своем тесте Джордже Милберне. Законченная церковь была посвящена в 1903 году.
В 1911 году Studebaker приобрела компанию Everitt-Metzker-Flanders в Детройте, позже сформировав Studebaker Corporation . :p.70 Сын покойного Климента, Клемент Студебекер-младший, работал в совете директоров компании EMF и некоторое время занимал должность в совете директоров Студебекера.
К 1916 году Клемент Студебекер-младший также стал президентом и председателем энергетической компании North American Light and Power Company . Он также занимал другие руководящие должности, в том числе в качестве президента и председателя компании Illinois Power and Light (и её дочерней компании Illinois Traction Company), а также казначея Чикагской и Саут-Бендской железной дороги .
В 1889 году Клемент Студебекер завершил строительство особняка в Саут-Бенд общей площадью в 2400 м², который он назвал Типпекано Плейс (вероятно, в честь семейного поселения недалеко от города Типп, штат Огайо). Особняк был тщательно отреставрирован и превращен в ресторан.